# Zabezpieczenie bojowe
Zabezpieczenie bojowe – całokształt przedsięwzięć mających na celu zmniejszenie skuteczności uderzeń przeciwnika oraz zapewnienie wojskom własnym sprzyjających warunków do pomyślnego wykonania zadań w różnych sytuacjach. 
Celem zabezpieczenia bojowego jest stworzenie warunków zapewniających ochronę wojsk przed uderzeniem przeciwnika, ukrycie sił i środków przed jego rozpoznaniem i wprowadzenie go w błąd co do własnych działań, zwiększenie zdolności ochronnej wojsk i odpowiednie przygotowanie terenu do funkcjonowania na nim wojsk.

## Składowe zabezpieczenia bojowego
Zabezpieczenie bojowe obejmuje:
- ubezpieczenie
- maskowanie
- powszechną obronę przeciwlotniczą
- zabezpieczenie inżynieryjne
- obronę przed bronią masowego rażenia

Według innych publikacji, w skład zabezpieczenia bojowego wchodzi (wchodziło) także:
- rozpoznanie
- zabezpieczenie hydrometorologiczne[5]
- zabezpieczenie medyczne
- zabezpieczenie topograficzne[5]
- zabezpieczenie tyłowe
- przeciwdziałanie radioelektroniczne